# Microgale parvula
Microgale parvula är en däggdjursart som beskrevs av Guillaume Grandidier 1934. Microgale parvula ingår i släktet långsvanstanrekar, och familjen tanrekar. IUCN kategoriserar arten globalt som livskraftig. Inga underarter finns listade i Catalogue of Life.
Arten förekommer på östra Madagaskar. Den vistas i kulliga områden och i bergstrakter mellan 450 och 2050 meter över havet. Habitatet utgörs av tropiska regnskogar.